# Semaeopus fulvescens
Semaeopus fulvescens là một loài bướm đêm trong họ Geometridae.